# HMS Hyacinth (1829)
Корабль её величества «Гиацинт» (HMS Hyacinth) – 18-пушечный шлюп Королевского флота Великобритании. 

## Конструкция
Второй корабль из четырёх шлюпов типа «Фэйворит» (Favorite). Корабли этого класса стали развитием бригов-шлюпов типа «Крузер» (Cruizer) отличаясь большей длиной и полным парусным вооружением. Все четыре корабля этого типа были заказаны 10 июня 1823 года. 
Длина корабля составляла 109 футов 6 дюймов  (33,4 м) по орудийной палубе, ширина 30 футов 9 дюймов (9,4 м), водоизмещение 429 40/94 тонн. «Гиацинт»  имел гладкую палубу с небольшим полубаком и квартердеком. Вооружение составляли шестнадцать 32-фунтовых карронад и два 9-фунтовых кормовых орудия.  

## Служба
«Гиацинт» был заложен на верфи Плимута в марте 1826 года. Он был спущен на воду 6 мая 1829 года и вступил в строй 12 января 1830 года, был предназначен для службы на для Вест-Индской станции. 
В ходе 42-летней карьеры корабль в 1829–41 годах базировался на Вест-Индской и Ост-Индской станциях. В 1830х  годах участвовал в исследовании северо-восточного побережья Австралии под командованием Фрэнсиса Пирса Блеквуда. Принял участие в Первой опиумной войне в 1841-42 годах. Вместе с фрегатом «Волэдж» (HMS Volage) уничтожил 29 китайских джонок. В 1843-46 годах базировался на западном побережье Африки где боролся с работорговлей. В 1848 году количество орудий было сокращено до 14. В 1860 году шлюп был преобразован в угольный блокшив в Портсмуте. 2 октября 1871 года «Гиацинт» выбросило на берег, и он затонул в реке Кларенс-крик. В том же году корабль был отдан на слом.    